# Naamijoki (vattendrag i Finland)
Naamijoki är ett vattendrag i Lappland, Finland.
```
Naamijoki är ett biflöde till 
Torne älv
.
```